# Stevie Young
Stephen Crawford "Stevie" Young, född den 11 december 1956, är en skotsk musiker som sedan 2014 spelar kompgitarr och är bakgrundssångare i det australiensiska rockbandet AC/DC. Han ersatte i april 2014 sin farbror Malcolm Young som lämnade bandet på grund av hälsoproblem (demens). Stevie Young tillkännagavs inte som officiell medlem i bandet förrän i september samma år.
Han hade tidigare ersatt Malcolm på AC/DC:s USA-turné 1988.
Young var med i studion och spelade in albumen Rock or Bust och Power Up, som är AC/DC:s senaste album.